# Judith Hahn
Judith Hahn (* 20. Februar 1978 in Offenbach am Main) ist eine deutsche katholische Theologin und Hochschullehrerin.

## Leben
Hahn studierte von 1997 bis 2002 katholische Theologie an der PTH Sankt Georgen und am Heythrop College. Von 2002 bis 2004 studierte sie kanonisches Recht an der Universität Münster, wo sie von 2004 bis 2008 promovierte und 2008 promoviert wurde. Am Oswald von Nell-Breuning-Institut für Wirtschafts- und Gesellschaftsethik war sie von 2002 bis 2009 wissenschaftliche Hilfskraft. Von 2006 bis 2010 war sie wissenschaftliche Mitarbeiterin am Institut für Kanonisches Recht (IKR) (Münster) und an der Professur für Kirchenrecht und Kirchliche Rechtsgeschichte der Universität Eichstätt.
Als Juniorprofessorin (W 1) für das Fach Kirchenrecht lehrte Hahn von 2010 bis 2015 an der Universität Bochum. Seit 2011 ist sie Ehebandverteidigerin am Erzbischöflichen Offizialat Köln. Von 2011 bis 2013 war sie Mitglied der Global Young Faculty II der Stiftung Mercator. Das Bundesministerium für Bildung und Forschung finanzierte im Wintersemester 2015/2016 ihre Forschungsfreistellung als Fellow am Käte Hamburger Kolleg Recht als Kultur der Universität Bonn. Seit 2015 lehrt sie als Universitätsprofessorin (W 2) für das Fach Kirchenrecht in Bochum. Seit 2016 ist sie Richterin am Kirchlichen Arbeitsgerichtshof mit der Befähigung zum kirchlichen Richteramt. Nach der Habilitation in Münster im April 2016 war sie im August 2016 Academic Visitor der Faculty of Theology and Religion der University of Oxford. Die Deutsche Forschungsgemeinschaft finanzierte ihre Forschungsfreistellung im Wintersemester 2016/2017. Seit Oktober 2017 ist sie Prodekanin der katholischen Fakultät in Bochum. Am 1. April 2022 hat sie an der Katholisch-Theologischen Fakultät der Universität Bonn als Lehrstuhlinhaberin für Kirchenrecht die Nachfolge von Norbert Lüdecke angetreten.